# ستيفن زيليان
ستيفن إرنست برنارد زيليان (بالإنجليزية: Steven Ernest Bernard Zaillian)‏، من مواليد 30 يناير 1953) كاتب سيناريو أمريكي ومخرج ومحرر أفلام ومنتج. حاصل على جائزة الأوسكار وجائزة جولدن جلوب وجائزة البافتا. كتب العديد من الأعمال المهمة منها قائمة شندلر والفتاة ذات وشم التنين وعصابات نيويورك ورجل عصابة أمريكي ومسلسل في ليلة.

## الحياة الشخصية
وُلد ستيفن زيليان في فريسنو بكاليفورنيا، وهو ابن جيم زايليان، وهو مراسل إخباري إذاعي من أصل نصف أرمني. التحق بجامعة ولاية سونوما، وتخرج من جامعة ولاية سان فرانسيسكو عام 1975، هو يعيش في لوس أنجلوس مع زوجته إليزابيث وطفليهما.

## وصلات خارجية
- ستيفن زيليان على موقع Charlie Rose
- ستيفن زيليان في قاعدة بيانات الأفلام على الإنترنت